# 水泳場
水泳場（すいえいじょう）とは、海水浴場やプールと同様の機能を有する水泳のための環境および施設のうち、淡水環境に存在するものの日本語呼称である。ただし、適用は日本に限定されるものではない。
湖沼・河川など自然環境を利用した、海水浴場と同様の機能を有する水泳のための環境および施設は、例外無く「水泳場」であり、これが語として第一義である。
しかし、人工建造物としてのプールを主体とする施設に「水泳場」の名が用いられる場合もあり（例：後述参照）、ここで言う「水泳場」は水泳競技の場であることが多い。
「淡水系の自然環境を利用した水泳場」と「海水浴場」は、水浴場（すいよくじょう）という語で総括することも可能で、環境省選定「日本の水浴場88選」などには両者が含まれる。また、「湖で行う水浴」を湖水浴（こすいよく）、「湖の水浴場」を湖水浴場とも呼ぶ（用例：下記、一覧の猪苗代湖の水泳場。他に）。

## 自然環境を利用した水泳場
水泳・水浴を温泉で行う習慣は、日本には無いが、日本以外では、例えば古代ローマや現代のトルコなど、それを行う国・地域も少なくはなく、そのような場合、水泳場と温泉を区別することに意味は無い。また、死海やカスピ海などの塩湖（塩水湖）で行われる湖水浴は、塩水ではあっても海水浴ではない。ここような場所で管理・運営される施設があれば、それは水浴場・水泳場である。もっとも、日本国外のこのような行楽地に対しては「リゾート」という呼称を当てるのが一般的で、ここではもはや「海か、湖や川か」「塩水か真水か」「温泉か否か」などといった水の性質に基づく語の使い分け自体がなされない。

### 自然環境を利用した日本の水泳場の一覧
琵琶湖西岸（湖西）に散在するものは、全ての時代を通して有名である。
※所在地名にある「地先（ちさき、じさき）」とは、その土地から先へ繋がっている場所のこと。「 - 水面」

#### 北海道地方
無し（あるいは、未確認）。

#### 東北地方
小川原湖
- 小川原湖水泳場 ：青森県上北郡東北町に所在。

田沢湖
- 春山水泳場 ：秋田県仙北市に所在。

猪苗代湖
- 志田浜水泳場　：福島県耶麻郡猪苗代町に所在。
- 上戸浜水泳場 ：上に同じ。
- 天神浜水泳場 ：上に同じ。
- 蟹沢浜水泳場 ：上に同じ。
- 長浜水泳場 ：上に同じ。
- 小石ヶ浜湖水浴場 ：福島県会津若松市に所在。
- 中田浜湖水浴場 ：上に同じ。
- 崎川浜湖水浴場 ：上に同じ。
- 青松浜湖水浴場 ：福島県郡山市湖南町に所在。
- 舟津湖水浴場 ：上に同じ。
- 浜路湖水浴場 ：上に同じ。
- 舘浜湖水浴場 ：上に同じ。

#### 関東地方
霞ヶ浦
：茨城県域および千葉県域。かつては多くの水泳場が存在したが、水質悪化で行方市天王崎湖水浴場以外は全て閉鎖されている。
- 行方市天王崎湖水浴場：一時閉鎖後、砂浜の造成が行われ天王崎公園として再び開設。[3]
- 桃浦湖水浴場
- 高須湖水浴場
- 歩崎湖水浴場：霞ヶ浦に最後まであった水泳場。1974年閉鎖。[4]
- 神林湖水浴場
- 大岩田湖水浴場
- 木原湖水浴場
- 大山湖水浴場
- 古渡湖水浴場
- 三次湖水浴場
- 浮島湖水浴場
- 天王崎湖水浴場
- 鳴津浜湖水浴場
- 徳島湖水浴場
- 賀村湖水浴場

手賀沼
：千葉県域。水質悪化で閉鎖された。

#### 中部地方
長良川
- 長良川（水浴場） ：岐阜県岐阜市長良地先に所在。環境庁（現・環境省）選定「日本の水浴場55選」に河川で唯一入選。

#### 近畿地方
琵琶湖
湖を東側と西側に2分割し、地理的順序に従って表記する。東側（湖北、湖東、湖南）は、湖北地方西端を起点として湖岸沿いに時計回りで湖南端まで南下する。西側（湖西）は、湖西地方東端を起点として湖岸沿いに反時計回りで湖南端まで南下する。
- 湖北地方
  - 二本松キャンプ水泳場 ：滋賀県長浜市西浅井町大浦に所在。
  - 二本松水泳場 ：長浜市西浅井町大浦大門に所在。琵琶湖最北の水泳場。
  - 南浜水泳場 ：長浜市南浜町地先に所在。
  - さいかち浜水泳場 ：長浜市高橋町および田村町地先に所在。

- 湖東地方
  - 松原水泳場 ：滋賀県彦根市松原町地先に所在。鳥人間コンテスト選手権大会の開催地として有名。
  - 新海浜水泳場 ：彦根市新海町地先に所在。
  - 宮ヶ浜水泳場 ：滋賀県近江八幡市沖島町宮ヶ浜に所在。環境庁（現・環境省）選定「日本の水浴場55選」、および、環境省選定「日本の水浴場88選」入選。
  - 湖岸緑地岡山園地内、牧水泳場 ：近江八幡市牧町地先に所在。
  - 佐波江水泳場 ：近江八幡市佐波江町地先に所在。

- 湖南地方（大津市域を除く）
  - マイアミ浜水泳場 ：滋賀県野洲市吉川3326−1地先に所在。
  - 第2なぎさ公園内、水泳場 ：滋賀県守山市今浜町地先に所在。

- 湖西地方（大津市域を除く）
  - マキノサニービーチ ：環境省選定「快水浴場百選」に淡水系で唯一入選。
    - 高木浜水泳場 ：高島市マキノ町高木浜に所在。
    - 知内浜水泳場 ：高島市マキノ町知内浜に所在。

  - 今津浜水泳場 ：高島市今津町浜分に所在。
  - 滋賀県立びわ湖こどもの国内、水泳場 ：高島市安曇川町北船木地先に所在。
  - 近江白浜水泳キャンプ場 ：高島市安曇川町下小川地先に所在。
  - 萩の浜水泳場 ：高島市勝野に所在。萩の浜は大日本水産会等選定「日本の渚百選」に淡水系で唯一入選[5]。
  - 白ひげ浜水泳キャンプ場 ：高島市鵜川1091に所在。

- 大津市域
  - 北小松水泳場 ：滋賀県大津市北小松地先に所在。
  - 近江舞子水泳場 ：大津市南小松地先に所在。
    - 近江舞子北浜水泳場
    - 近江舞子中浜水泳場
    - 近江舞子南浜水泳場

  - 北比良水泳場 ：大津市北比良に所在。
  - 青柳浜水泳場 ：大津市大物に所在。
  - 松の浦水泳場 ：大津市荒川に所在。
  - 蓬莱浜水泳場 ：大津市南船路に所在。休止中。
  - 新和邇浜水泳場 ：大津市和邇南浜に所在。
  - 和邇浜水泳場 ：大津市和邇南浜に所在。
  - 今宿浜水泳場 ：大津市和邇今宿に所在。
  - 真野浜水泳場 ：大津市今堅岡3丁目地先に所在。環境省選定「日本の水浴場88選」入選。現存する琵琶湖最南端の水泳場。
  - 新唐崎水泳場 ：大津市下坂本6丁目地先に所在。1999年より休止中。
  - 柳が崎水泳場 ：大津市柳が崎地先に所在。1925年に開設された歴史ある水泳場だが、1993年に休止。
  - 雄琴水泳場 ：位置不明。1973年に休止。

### 自然環境を利用した日本国外の有名な水泳場

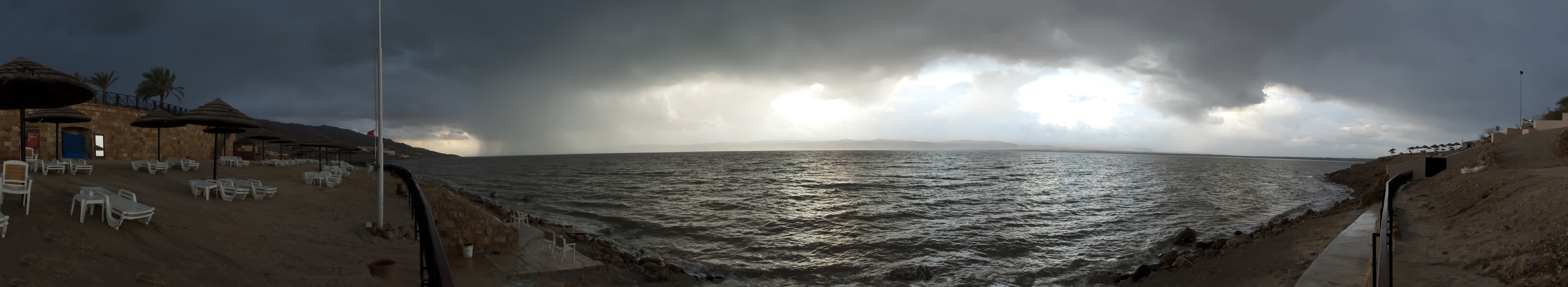
ヨルダンにある、死海の湖水浴場／管理・運営者は、モーヴェンピック・ホテル・アンド・リゾート (Mövenpick Hotels & Resorts)。

#### 中国地方
無し（あるいは、未確認）。

#### 四国地方
無し（あるいは、未確認）。

#### 九州・沖縄地方
無し（あるいは、未確認）。

## 人工建造物としての水泳場

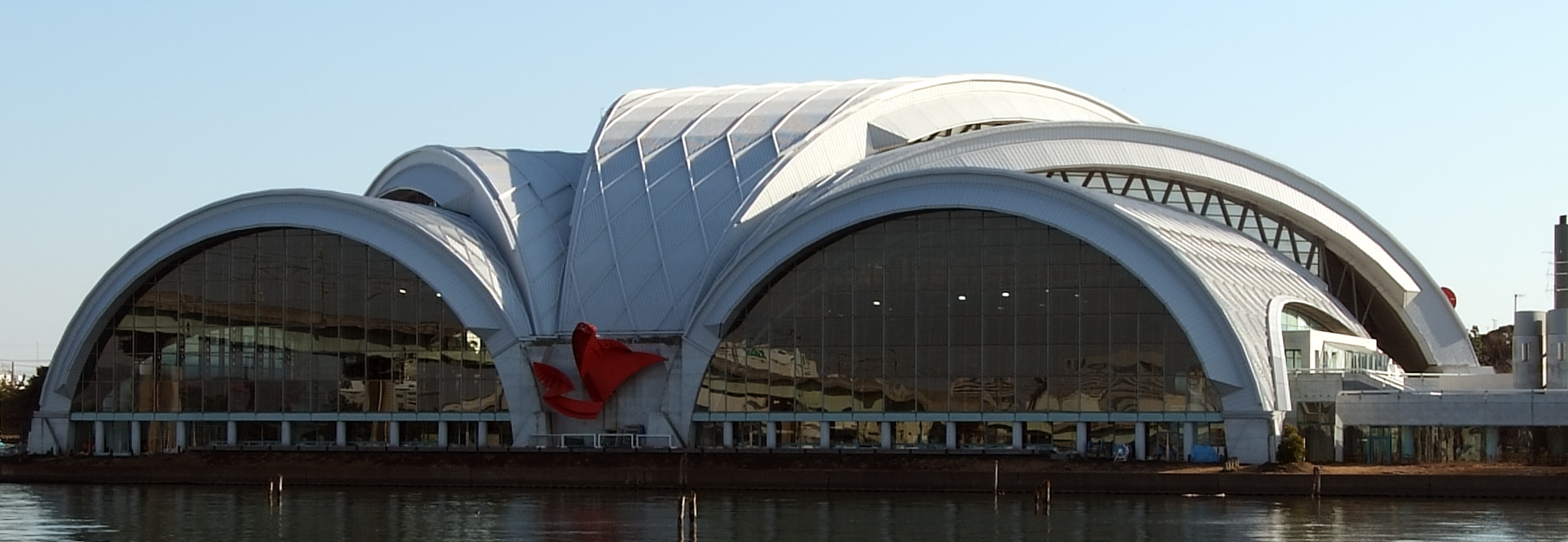
東京辰巳国際水泳場

日本では、千葉県国際総合水泳場（千葉県習志野市）、東京辰巳国際水泳場（東京都江東区）、相模原市立総合水泳場（神奈川県相模原市）、古橋廣之進記念浜松市総合水泳場（静岡県浜松市）、浜松市北部水泳場（浜松市）等々、ほかにも多数挙げられる（cf. 日本のプール一覧）が、これらは全てプール施設である。なお、上に挙げたもののうち、娯楽用（水浴用）プールを主体とするのは浜松市北部水泳場のみで、それ以外は競技用プールを主体とする複合施設である。